# Seneca River (Savannah River)
Der Seneca River (früher auch Isundiga River) entsteht durch den Zusammenfluss von Keowee River und Twelvemile Creek im Nordwesten von South Carolina, unterhalb des Lake Keowee bei Clemson.

## Flusslauf
Früher flossen die beiden Flüsse Seneca River und Tugaloo River zusammen und bildeten den Savannah River. Durch den Aufstau des Savannah River ist der Seneca River nun zu einem 34 km langen Arm des Lake Hartwell geworden. Die Trennung zwischen Seneca River und dessen Quellfluss Keowee River änderte sich mit der Zeit. Während der Zeit der Amerikanischen Revolution wurde der Oberlauf des Seneca River oft als Keowee River bezeichnet.
Heutzutage wird auf vielen Landkarten der Flussabschnitt des Keowee River zwischen Keowee Dam und seinem Zusammenfluss mit dem Twelvemile Creek als „Seneca River“ bezeichnet.